# Lipetsk
Lipetsk (Russisch: Липецк) is een stad in Rusland, gelegen aan de rivier Voronezj, zo'n 400 km ten zuiden van Moskou. Het is de hoofdstad van de oblast Lipetsk en behoort tot het Centrale Federale District. 

## Geschiedenis
Lipetsk wordt voor het eerst vermeld in kronieken uit de 13e eeuw. Het werd gesticht als vesting tegen de Mongolen, die de stad in 1284 volledig verwoestten. Lipetsk ligt in een gebied dat rijk is aan ijzererts en in 1702 werd er op bevel van Tsaar Peter de Grote een gietijzerfabriek gebouwd voor de productie van patroonhulzen. In 1879 vond in de stad een congres plaats van de revolutionaire beweging "Zemlja i Volja". In november 1917 namen de bolsjewieken de macht in Lipetsk over. Het leger van de Weimarrepubliek, de Reichswehr, testte eind jaren twintig op een vliegveld in de buurt van Lipetsk in het geheim Fokker D.XIII vliegtuigen en wapensystemen, en leidde er in het geheim piloten op - het was Duitsland door de Vrede van Versailles verboden een luchtmacht op te bouwen.

## Kuuroord
Lipetsk is een van de oudste kuuroorden in Rusland (geopend in 1805). Modderbaden (turf) en ijzerhoudend bronwater worden er gebruikt om ziekten te behandelen. Zwavel- en chloorhoudend water wordt gebruikt voor therapeutische baden en om te drinken.

## Economie
De belangrijkste industrieën zijn machinebouw, metaalbewerking, metallurgische en chemische industrie en productie van motoren (o.a. tractors), voedsel en kleding. Het is de thuisbasis van staalbedrijf Novolipetsk Steel dat er een grote ijzerertsmijn en staalfabriek heeft.

## Fysische geografie
De stad ligt op de grens van het Centraal-Russische plateau en de vlaktes van het Oka-Donbassin. Er heerst een gematigd landklimaat, met een gemiddelde temperatuur van -10°C in januari en +20°C in juli. In de winter is de stad permanent met sneeuw bedekt. De jaarlijkse neerslag bedraagt ongeveer 500 mm, het meeste valt in juli.

## Geboren
- Pjotr Zajev (1953–2014), Russisch bokser
- Vladimir Kornilov (1968), Russisch journalist, politiek activist en schrijver
- Michail Balandin (1980–2011), Russisch ijshockeyer
- Ljoedmila Litvinova (1985), Russische sprintster
- Sergej Dobrin (1986), Russisch kunstschaatser
- Maksim Grigorjev (1990), Russisch voetballer
- Maksim Razoemov (1990), Russisch wielrenner
- Ajdar Zakarin (1994), Russisch wielrenner